# Три (гавар)
Три (арм. Տռի) — один из девяти гаваров области Утик Великой Армении.
Уже в конце XIX века епископ Макар (Бархударянц) свидетельствовал:
Ещё четыре области - Аранрот, Три, Роцпатеан и Агуэ - также населены сегодня большей частью мусульманами. Они ведут кочевой образ жизни и постоянно перемещаются с летовок на зимовки и обратно. Области эти богаты скотом - крупным и мелким, а также конями и верблюдами. Населены они были некогда утикскими армянами, но мусульмане ныне до такой степени разрушили церкви и кладбища, что от них не осталось и следа.епископ Макар (Бархударянц)

## География
На севере Три и Кавказскую Албанию отделяла река Кура, на западе гавар граничил с Аранротом, на юго-западе — с Муханком, на юге — с Пацканком, на востоке с гаваром Ротпациан.
На территории гавара Три располагалось озеро Аггёль.